# Video Games
Video Games war eine deutsche Videospielezeitschrift aus den 1990er Jahren mit plattformübergreifenden Artikeln und Spieletests. Sie beschränkte sich dabei auf den Konsolenmarkt. Zwischen 1991 und 2001 erschienen insgesamt 112 Ausgaben.

## Geschichte
Die Erstausgabe 1/1991 erschien am 27. März 1991 beim Verlag Markt & Technik; damals noch als Sonderausgabe der Power Play, dann regelmäßig in eigenständiger Form. Erster Chefredakteur war Anatol Locker, sein Stellvertreter war Martin Gaksch und Heinrich Lenhardt besetzte die Stelle des leitenden Redakteurs. Hervorzuheben waren neben gewöhnlichen Tests auch Tests von Importspielen und Spielen für eher exotische Konsolen wie SNKs Neo Geo sowie Artikel über andere damalige Neuheiten und Nischenbereiche (3D-Technologie, Anime etc.). Spieletests für Handheld-Konsolen waren ebenfalls fester Bestandteil der Zeitschrift.
Die Video Games beschränkte sich des Weiteren nicht nur auf die bloße Materie der Videospiele an sich, sondern reicherte das Magazin auch immer wieder und verstärkt mit Anekdoten zu ihren Mitarbeitern und dem Redaktionsalltag an. Ebenso veröffentlichten die Redakteure bereits Anfang der 1990er-Jahre mehrseitige Artikel zu den Themengebieten Anime, Virtual Reality, sowie den Anfängen der 3D-Graphik-Technik.
Die Video Games wurde vom auslaufenden 8-Bit-Zeitalter (NES etc.) über die 16-Bit-Zeit (SNES, Mega Drive) bis in die Ära der 32-Bit-Konsolen (PlayStation etc.) hinein veröffentlicht. Das Magazin wechselte dabei Ende der 1990er erst zur Weka Group und schließlich zum Future-Verlag. Die letzte Ausgabe kam Anfang Januar 2001 (Ausgabe 2/2001) in die Läden.

## Aufbau und Struktur
Jede Ausgabe der Video Games folgte einem bestimmten Aufbaumuster. Das erste Drittel der Hefte beschäftigte sich mit neu angekündigten Spielen sowie diversen szenebezogenen Happenings (Messen, Conventions…). So gegeben, wurden hier aber auch Sonderartikel (wie z. B. der zum Thema Anime) untergebracht.
Die Mitte einer jeden Ausgabe nahmen stets die (in den Anfangsjahren durchweg in Schwarzweiß gehaltenen) Rubriken „Tipps & Tricks“ (Cheats und andere Gametricks), „Rat & Tat“ (Hilfe bei technischen Fragen der Leser), sowie „Mail o Mania“ (Leserbriefforum) ein.
Das letzte Drittel des Magazins enthielt abschließend die Rezensionen jeweils aktuell erschienener Spiele auf den diversen Konsolen. Die Bewertungen erfolgten in Prozentpunkten durch die Redaktionsversammlung. Die Meinung des Test-Autors kam in einem getrennten Textabschnitt zur Geltung, der zudem mit einer prägnanten Einschätzung (z. B. „super“, „gut“) überschrieben war. Ab einer Spielspaßwertung von 80 % wurde die Auszeichnung „Video Games Classic“ verliehen.
Video Games setzte des Weiteren stark und erfolgreich auf einen fast „kumpelhaften“ Umgang mit dem Leser, fügte anhaltend Bilder der Redakteure und etliche Anekdoten aus deren Redaktions- und teilweise auch privatem Alltag ein, um bei der Community ein stärkeres „Wir-Gefühl“ zu erzeugen.

## Die Video-Games-Redakteure (Auswahl)
Die folgende Aufzählung stellt eine Auswahl der in der Blütezeit der Zeitschrift prägnantesten Redakteure dar. Zu den weiteren, zeitweisen Redakteuren des Magazins zählten zahlreiche damals bekannte Spielejournalisten, darunter etwa Heinrich Lenhardt, Anatol Locker, Boris Schneider-Johne, Roland Austinat, Martin Gaksch, Andreas Knauf, Michael Hengst, Julian Eggebrecht und Ingo Zaborowski.
Ralph „Bronco“ Karels
Der damalige Mathematikstudent rezensierte vor allem Beat-’em-up-Spiele. Nach der Einstellung der Zeitschrift arbeitete Karels als Dozent an der TU München und als freier Mitarbeiter bei der Maniac, für die er auch heute noch schreibt.
Dirk „Döak“ Sauer
Der Berliner nahm sich im Rahmen der Zeitschrift überwiegend die sogenannten Jump ’n’ Runs vor, deckte aber auch andere Themenbereiche ab. Dirk betreute darüber hinaus die „Tipps & Tricks“-Rubrik.
Tetsuhiko „Tet“ Hara
Tetsuhiko Hara war als Deutsch-Japaner für japanische Spiele und Anime zuständig. Ihm oblagen meist folglich auch das Antesten japanischer Importe sowie die Kontakte zu fernöstlichen Herstellern. Nebenberuflich verfasste er damals auch erste deutsche Untertitel zu offiziellen Anime-Film-Publikationen. Ab Januar 1999 wechselte Hara in die Dienste des Videospielherstellers Square.
Manfred „Manni“ Neumayer
In der zeitschrifteigenen Vorstellungskolumne als „der Redaktionsgrufti“ benannt. Als ältester im Team neigte er in seinen Artikeln oftmals zur Skepsis gegenüber neueren Titeln und führte einen eher nüchternen Schreibstil. Später (ab 07/95) betätigte er sich nur noch als Producer des Magazins.
Hartmut „Harti“ Ulrich
Ulrich war in der populärsten Phase der Video Games der Redaktions-Chef des Magazins. Nach Aussagen der Redaktion war/ist er ein erklärter Shooter- & Action-Anhänger. Zeitweise war er auch für die „Mail o Mania“-Rubrik zuständig. Ulrich wurde im Februar 1997 in seiner Funktion durch den nachrückenden Michael Hengst abgelöst, der einst schon bei der „Mutter-Zeitschrift“ Power Play mitgewirkt hatte.
Jan Barysch / von Schweinitz und Krain, Freiherr zu Kaudern
Barysch war als Fernsehtechniker, neben dem Schreiben von Reviews, vorwiegend für die technischen Belange der Video Games zuständig. Er arbeitete bis April 1997 in der Redaktion. Zu dem Namen „von Schweinitz und Krain, Freiherr zu Kaudern“ kam Barysch durch Heirat, bei der er den Namen seiner Frau annahm. Nach einer Scheidung führt Barysch wieder seinen Geburtsnamen.
Robert „Robzäng“ Zengerle
Zengerle gehörte dem Team von Ende 1993 bis Anfang 1998 an und war in der letzten Phase seiner Mitwirkung am Projekt auch als Vize-Chef für das Magazin tätig.
Wolfgang Schaedle
Nicht wirklich spezialisiert auf ein Genre. Der Musiker und gelernte Koch löste – in seiner Eigenschaft als Veteran und Kenner der Klassikerspiele/-konsolen – den als Rezensent ausscheidenden Neumayer ab.

## Stefan Hartmann, der Cheatlieferant
Stefan Hartmann aus Ilvesheim machte sich in der VG-Community einen Namen durch überdurchschnittlich häufiges Einsenden von Cheats, die in der VG-Rubrik „Tipps & Tricks“ abgedruckt wurden. Zusammen mit der Video-Games-Redaktion schrieb er zudem einen Artikel in der Zeitschrift zum Genre der Anime / Japanimation.

## Die Ninja-Turkeys
Anfang der 1990er-Jahre floss in die Video Games-Ausgaben unter den offiziellen Titeln „Modul“ und „Return to Modul“ die Comic-Fortsetzungsreihe „Ninja Turkeys“ als regelmäßige Serie ein. Sie war sowohl Parodie auf die damalige Videospielwelt als auch auf die Redaktion des Magazins selbst. Zeichner und Schöpfer der Reihe dieser Schwarzweißillustrationen mit offenkundiger Anlehnung der Protagonisten an die dazumal populäre Serie Teenage Mutant Ninja Turtles war Karl Bihlmeier.

## Anime und die „Video Games“
Die Video Games widmete der Japanimation schon lange vor dem deutschen Anime-Boom, welcher Anfang des neuen Jahrtausends einsetzte, bereits einige ausführlichere Artikel.

## Die „Video Games“ und deutsche Zensur
Bereits im Jahr 1992 nahm sich die Video Games im Rahmen eines mehrseitigen Artikels des vieldiskutierten Themas „Zensur, Indizierung & Co.“ an, in dem sie sowohl deutsche Veröffentlichungen als auch japanische Produkte näher beleuchteten. Der finale Schluss des Artikels, die Diskussion über die Gefährlichkeit oder Ratifizierung von Videospielen sei „müßig und in ein paar Jahren vom Tisch“ sollte sich aber nicht bewahrheiten. Denn obwohl anders als zum damaligen Zeitpunkt mittlerweile Altersfreigaben und Indizierungsgremien existieren, ziehen diverse Politiker und andere Gruppierungen sie immer wieder als Indikator für Gewalttaten und Fehlverhalten der Jugend heran.
In späteren Jahren, nachdem einige Ausgaben der Video Games wegen Behandlung indizierter oder beschlagnahmter Titel (wie zum Beispiel Mortal Kombat) selbst indiziert worden waren und so Verbreitungsbeschränkungen unterlagen, ging das Magazin dazu über, für gewaltverherrlichende Spiele keine Wertungen mehr abzugeben. Zudem wurden für jedes behandelte Spiel Altersempfehlungen ausgesprochen oder, in späteren Jahren, die jeweils geltenden Altersfreigaben angegeben.